# Alaginella
Alaginella là một chi ốc biển, là động vật thân mềm chân bụng sống ở biển trong họ Marginellidae.

## Các loài
Các loài thuộc chi Alaginella bao gồm:
- Alaginella atracta (Tomlin, 1918)[2]
- Alaginella cottoni Boyer, 2001[3]
- Alaginella zeyheri (Krauss, 1852)[4]